# Jaromír Šámal

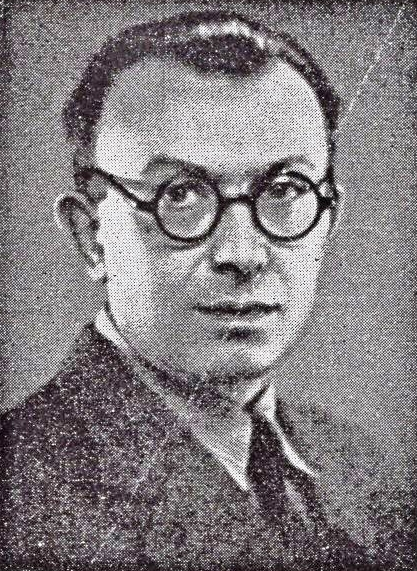

Jaromír Šámal (* 12. Juli 1900 in Prag; † 5. Juni 1942 ebenda) war ein tschechischer Dozent und Professor für Insektenkunde an der Tschechischen Technischen Universität in Prag. Als Widerstandskämpfer im Protektorat Böhmen und Mähren wurde er hingerichtet.

## Leben
Jaromír Šámal war der Sohn von Přemysl Šámal und Anna Šámalová. Er studierte Zoologie und widmete sich insbesondere dem Studium von Insekten, speziell seinen Spezialgebieten Ephemeroptera  und Plecoptera, teilweise zusammen mit seiner Ehefrau Milada Šámalová. Er lehrte als Dozent und später als Professor an der Technischen Universität in Prag.
Nach der deutschen Besetzung des Landes und der Schließung tschechischer Hochschulen im März 1939 wurde Šámal aus der Hochschule entlassen. Er widmete sich – wie auch sein Vater – der Widerstandstätigkeit gegen den Nationalsozialismus. Wie aus einem Protokoll des Prager Gestapo-Büros hervorgeht, gelang es der Gestapo, die Mitglieder des illegalen „Revoluční národní výbor české inteligence“ (Revolutionäres Nationalkomitee der tschechischen Intelligenz) sowie weitere Intellektuelle aus dessen Umkreis zu verhaften, darunter auch Jaromír Šámal und zahlreiche andere Wissenschaftler. Šámal wurde noch am 5. Juni 1942 hingerichtet.

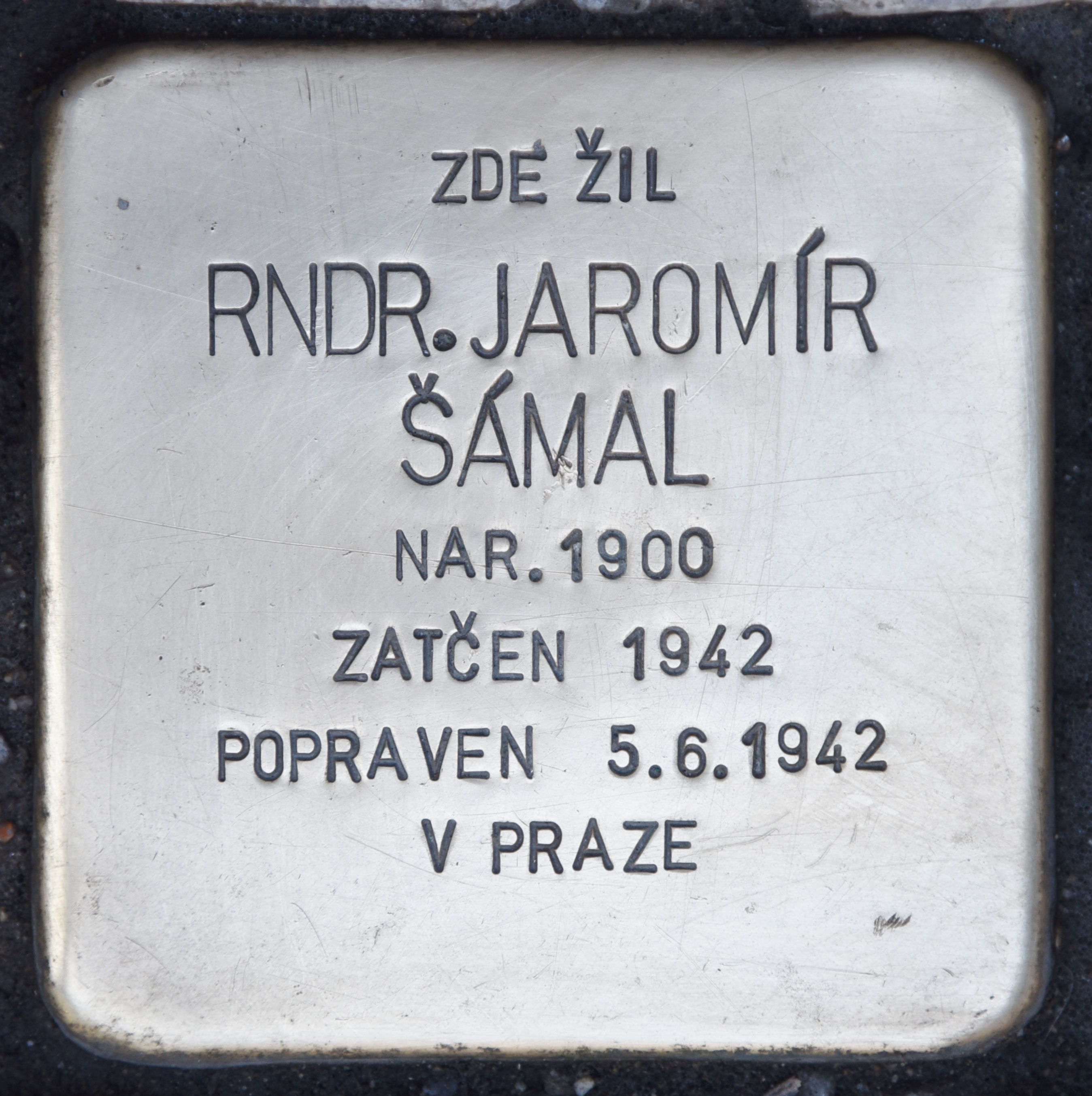
Stolpersteine für Jaromír Šámal in Bubeneč, einem Stadtteil von Prag

Seine Ehefrau Milada Šámalová (geborene Cebeová, * 1906) wurde, als sie sich bei der Gestapo nach ihrem Mann erkundigen wollte (der Totenschein wurde erst einige Tage später ausgestellt), verhaftet und ins KZ Auschwitz deportiert (sie überlebte und kehrte nach Prag zurück); die zwei Kinder, Jiří (neun Jahre alt) und Alena (fünf Jahre alt) wurden in ein Internierungslager für Kinder bei Łódź in Polen deportiert und anschließend in eine deutsche Familie in Deutschland zur Umerziehung weitergegeben.
Für Jaromír Šámal und seine Frau Milada Šámalová wurden in Prag je ein Stolperstein vergelegt.

## Veröffentlichungen
Das Portal ephemeroptera.de listet 11 Veröffentlichungen aus dem Gebiet der Insektenkunde, die von Jaromír Šámal stammen, an zweien ist seine Frau Milada Šámalová als Koautorin beteiligt.